# Litsea firma
Litsea firma är en lagerväxtart som först beskrevs av Carl Ludwig von Blume, och fick sitt nu gällande namn av Joseph Dalton Hooker. Litsea firma ingår i släktet Litsea och familjen lagerväxter. Utöver nominatformen finns också underarten L. f. austroannamensis.